# Kuoskunjärvi
Kuoskunjärvi är en sjö i Finland. Den ligger i kommunen Savukoski i landskapet Lappland, i den norra delen av landet, 800 km norr om huvudstaden Helsingfors. Kuoskunjärvi ligger 175,4 meter över havet. Arean är 58 hektar och strandlinjen är 3,51 kilometer lång. Sjön  ingår i Kemi älvs huvudavrinningsområde. 